# Edineț
Edineț est une ville dans le nord de la Moldavie de 20 200 habitants. C'est le chef-lieu du raion éponyme. La ville est située 201 km au nord de la capitale Chișinău. La ville gère également deux villages suburbains, Alexandreni et Gordineștii Noi.

## Histoire
Lors du recensement de 1930, 4 000 habitants du shtetl sont membres de la communauté juive, ils représentent 90 % de la population totale.
En 1940, la ville est occupée par les Soviétiques puis en juillet 1941 par l'armée roumaine. Lors des deux premières semaines après leur arrivée, les soldats roumains assassinent 1 000 Juifs de la ville. Les autres membres de la communauté juive seront déportés en Transnistrie, d'autres exécutés et certains meurent de faim et de maladie. Un mémorial est érigé sur le lieu des exécutions de masse.

## Jumelage
- Râmnicu Sărat

## Personnalités
- Virgiliu Postolachi, footballeur, y est né en 2000.